# Бабаєв Андрій Аванесович
Андрій Аванесович Бабаєв ( азерб. Andrey Babayev, вірм. Անդրեյ Բաբաև ; 27 грудня 1923, Мсмна  - 21 жовтня 1964, Москва ) - азербайджанський  і вірменський   радянський композитор, заслужений діяч мистецтв Вірменської РСР . Автор опер «Арцваберд» (1957), «Дядько Багдасар» («Багдасар-ахпар»; за однойменною п'єсою Акопа Пароняна, 1964), симфонічних та фортепіанних творів, музики для театру та кіно, багатьох популярних пісень.

## Біографія
Андрій Бабаєв народився 27 грудня 1923 року в селі Мсмна Мартунінського району Нагірно-Карабахської автономної області Азербайджанської РСР в вірменській сім'ї  . Початкову музичну освіту здобув у Шуші .
У 1950 році закінчив Бакинську консерваторію за класом композиції Кара Караєва . У 1953 році закінчив аспірантуру Московської консерваторії (керівник Юрій Шапорін ).
У 1939-1941 роках працював помічником диригента оркестру азербайджанських народних інструментів Азербайджанського радіо. У 1941—1945 роках був художнім керівником ансамблю пісні та танцю Бакинського гарнізону, у 1946—1947 роках — керівником ансамблю Бакінської філармонії, 1947—1950 роках — хормейстером ансамблю пісні та пля. З 1950 року жив та працював у Москві.

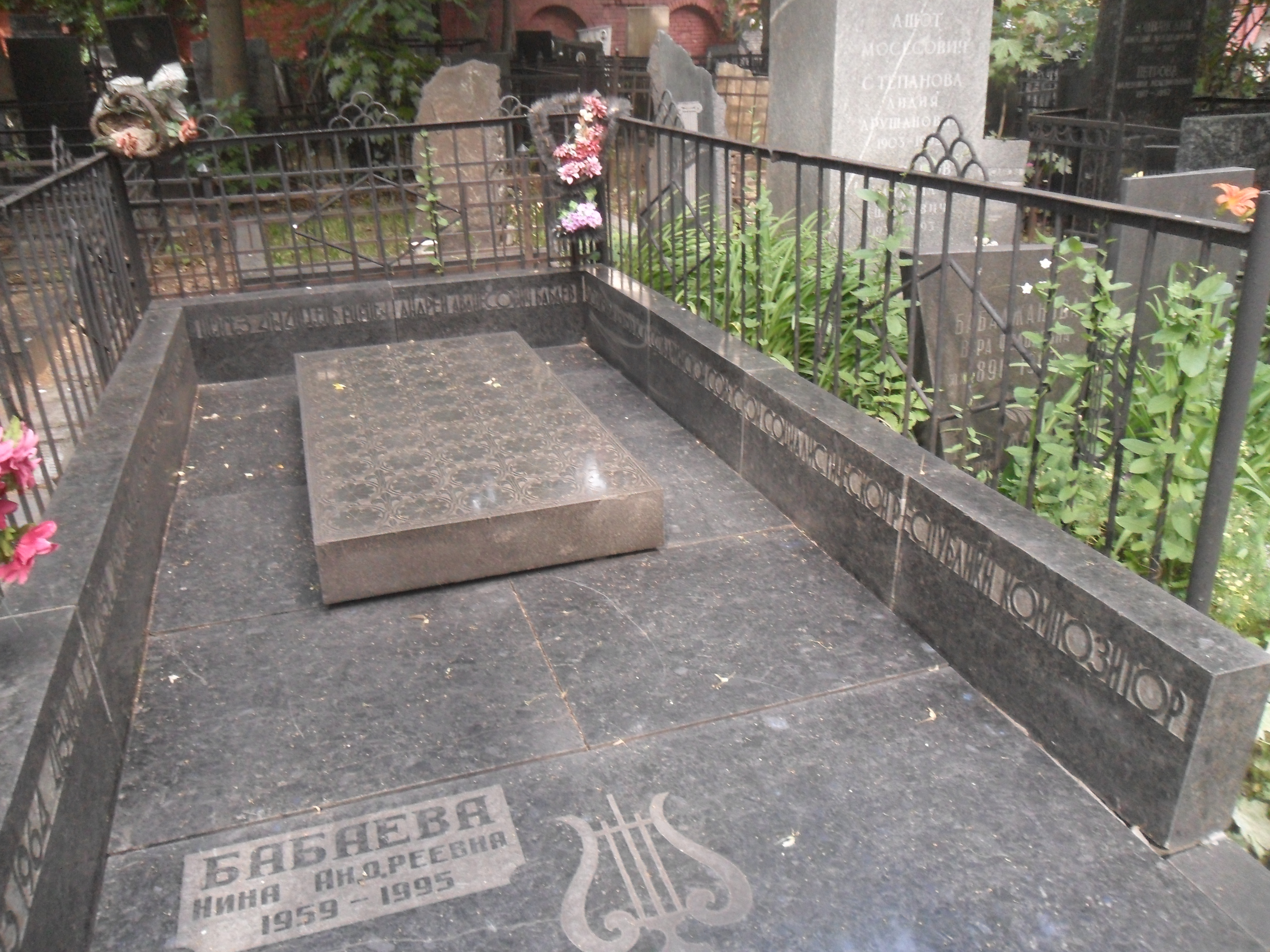
Могила Бабаєва на Вірменському цвинтарі Москви.

Помер 21 жовтня 1964 року. Похований на Вірменському цвинтарі у Москві.

## Творчість
Творчу діяльність розпочав у 1943 році. У 1961 році написав оперу « Арцваберд » ( арм . Орлина фортеця, автори лібретто З. Г. Вартанян та Г. М. Борян ), а 1964 року - оперу «Дядько Багдасар» (за однойменною п'єсою А. Пароняна, автори лібретто З. ) . Г. Вартанян та Г. М. Борян ). Є автором кантат «Жовтень» (слова А. Панченка, 1947), «Пісня про Партію» (слова С. Городецького, 1954), двох кантат для дітей — на слова 3. Джаббарзаде (1946) та на слова І. Солтана (1947) ) - а також кантати «Слава землі трудовий» (слова А. Фатьянова). Написав кілька симфоній та рапсодій, серед яких «Концертна рапсодія» (1959), «Індійська фантазія» (1958), «Фантазія» (1951), а також сюїти «Балада» (1947) та «Чаргя» (1947). Молодість» (1948) та інші твори  . Писав музику до спектаклів та фільмів, є автором музики більш ніж до п'ятдесяти пісень, включаючи «Я зустрів дівчину», «Тільки у коханої», «Bakılı qız» та «Küsüb getdin, yarım mənim».

### Музика до фільмів
- 1965 - " Пастушка і сажотрус " (мультфільм)
- 1964 - " Життя і страждання Івана Семенова " (мультфільм)
- 1964 - " Алошини казки " (мультфільм)
- 1963 - " Жарти " (мультфільм)
- 1962 - « Історія одного злочину » (мультфільм)
- 1962 - " Образа " (мультфільм)
- 1962 - « Тиші не буде »
- 1961 - " Новичок " (мультфільм)
- 1959 - " Закохана хмара " (мультфільм)
- 1959 - "Доля поета"
- 1958 - "Вогник в горах"
- 1957 - " Я зустрів дівчину "
- 1955 - "Хитрість старого Ашира"

### Пісні
Особливою популярністю досі користується пісня Андрія Бабаєва    «Я зустрів дівчину», яка була написана для однойменного фільму, знятого в 1957 році на кіностудії « Таджикфільм » режисером Рафаїлом Яковичем Перельштейном . Пісню у фільмі (за кадром) виконав Рауф Атакишієв  . Початковий текст пісні ( таджицькою мовою) був написаний народним поетом Таджикистану Мірзо Турсун-заде . Автором російського варіанта тексту пісні є Гарольд Регістан . Пісня написана в стилі класичного вірменського романсу, хоча більше відома у звучанні, яке надало їй виконання найвідомішого її виконавця Рашида Бейбутова . Досі пісня продовжує звучати у виконанні зірок російської естради, таких як Філіп Кіркоров, Валерія, Марк Тішман, Нонна Гришаєва та інші  .
Також широко відома пісня Бабаєва на слова туркменського поета Кара Сейтлієва (російський текст - А.А. Кронгауза ) «Улюблені очі» , також виконувана Бейбутовим та багатьма представниками радянської та пострадянської естради ( Ялла, Севара, Олег Погудін та ін.). ).

### Пісні Андрія Бабаєва та їх виконавці
- "Варна" ( Н. Дорізо ) (виконавець Євген Кібкало)
- «Жило дівчисько на землі» (В. Харитонов) (виконавці Людмила Зикина, Володимир Нечаєв )
- "Земля, земля" ( В. Семернін ) (виконавець Євген Кібкало)
- "Зоряний вальс" (Ст. Харитонов (виконавець Т.). Мілашкіна)
- «Молодіжна»
- «Колискова» (Н. Хекмет) (виконавці Рашид Бейбутов, Євген Кібкало)
- «Улюблена» ( З. Джаббарзаде /А. Жаров) (виконавець Рашид Бейбутов)
- «Улюблені очі» (К. Сейтлієв/А. Кронгауз) (виконавці Рашид Бейбутов, Геннадій Кам'яний, Костянтин Оганов)
- «Ліричний танець»
- "Не прощай" (Н. Дорізо) (виконавець Рашид Бейбутов)
- "Про доньку" (Н. Дорізо) (виконавець Євген Кібкало)
- "Вогник" (Г. Регістан) (виконавець Михайло Новохижин )
- "Відповідай, мила" (Е. Александрова) (виконавець Володимир Канделакі )
- «Пісня кохання» (К. Сейтлієв/Г. Регістан) (виконавці Рашид Бейбутов, Людмила Ісаєва)
- «Пісня про Москву-ріку» (С. Островий) (виконавець Володимир Нечаєв)
- "Пісня юності" (сл. До. Сейтлієва) Л. Ісаєва
- «Співає хвиля морська» ( В. Гур'ян ) (виконавці Михайло Олександрович, Тамара Кравцова )
- «Чому» ( В. Гур'ян ) Гліб Романов
- «Оповідання про Насредине» (Л. Куксо) (виконавець Володимир Канделакі )
- "Російський сніг" (М.М. Матусовський) (виконавці Рашид Бейбутов та Радж Капур, Радж Капур та Костянтин Оганов)
- «Сива любов» (Ю. Ентін) (виконавець Батир Закіров )
- «Тиша» ( В. Гур'ян ) (виконавець Гліб Романов)
- "Ти прийшла, весна моя" ( В. Гур'ян ) (виконавець Михайло Олександрович )
- "Фантазія"
- «Я зустрів дівчину» (М.А. Турсун-Заде/Г. Регістан) (виконавці Рауф Атакишієв, Люфтіяр Іманов, Геннадій Каменний, Рашид Бейбутов)
- «Я йду землею» (З. Островий) (виконавець Олександр Ведерніков )
- «Я сумую без тебе» ( Ст. Гур'ян ) (виконавець Михайло Олександрович )